# Хрипунов Сергій Всеволодович
Сергі́й Все́володович Хрипуно́в — солдат 34-го окремого мотопіхотного батальйону Збройних Сил України, загинув в ході російсько-української війни.

## Короткий життєпис
Доброволець, з травня 2014-го — кулеметник, 2-ге відділення охорони 2-го взводу охорони 1-ї роти охорони, 34-й окремий мотопіхотний батальйон — 57-ма окрема мотопіхотна бригада.
1 листопада 2014 року відбувся бій під селищем Майорське, що лежить у північно-західній частині Горлівки — під прикриттям туману російська ДРГ підібралась близько до українського блокпоста й відкрила вогонь зі стрілецької зброї та мінометів. Сергій у бою зазнав важких поранень, від яких наступного дня помер.
Похований у Кіровограді на Рівнянському кладовищі 5 листопада 2014-го, у місті оголошено жалобу.

## Нагороди та вшанування
- Указом Президента України № 311/2015 від 4 червня 2015 року, «за особисту мужність і високий професіоналізм, виявлені у захисті державного суверенітету та територіальної цілісності України, вірність військовій присязі», нагороджений орденом «За мужність» III ступеня (посмертно)[1].

- На честь Сергія Хрипунова названо вулицю в м. Кіровограді (колишня назва «вулиця Багратіона»)[2].